# Zoppo di Lungano
Pour les articles homonymes, voir Zoppo.
Gian-Battista Discepoli, dit Zoppo di Lungano (né en 1590 et mort en 1660 est un peintre italien de l'école lombarde, qui fut l'un des coloristes les plus vrais, les plus forts et les plus animés de son temps.

## Œuvres
À l'église San Carlo al Corso (it) de Milan, on vit de lui un Purgatoire rempli des images les plus singulières.
À Sainte-Thérèse de Corne, il laissa un tableau représentant cette sainte. Cette composition, qui est accompagnée de deux tableaux latéraux relatifs au même sujet, est une des meilleures productions de ce maître. En général, le portrait de Sainte-Thérèse est très répandu en Italie, et toujours conçu dans des idées extraordinaires d'extase, et l'on dirait presque d'amour profane. On ne demande d'ailleurs ce genre de composition qu'à des maîtres d'un mérite reconnu.

## Sources
- « Zoppo di Lungano », dans Louis-Gabriel Michaud, Biographie universelle ancienne et moderne : histoire par ordre alphabétique de la vie publique et privée de tous les hommes avec la collaboration de plus de 300 savants et littérateurs français ou étrangers, 2e édition, 1843-1865 [détail de l’édition]